# Canal de San Juan (métro de Mexico)
Canal de San Juan est une station de la Ligne A du métro de Mexico, dans la délégation Iztacalco.

## Situation sur le réseau

Plan du métro.

Établie en surface, la station Canal de San Juan de la ligne A du métro de Mexico, est située entre la station Agrícola Oriental, en direction du terminus nord-ouest Pantitlán, et la station Tepalcates, en direction du terminus sud-est La Paz.

## Histoire
La station Canal de San Juan est mise en service le 12 août 1991, lors de l'ouverture à l'exploitation de la ligne A, longue de 17 km, entre Pantitlán et La Paz. Le nom du Canal de San Juan vient d'une avenue importante de l'est de la ville, qui pointe vers la station et qui relie certaines des plus importantes avenues et colonies du lieu. Il existait là jadis un canal qui reliait Texcoco à Xochimilco. Le symbole représente la proue d'un canot aztèque sur un canal.

### Desserte

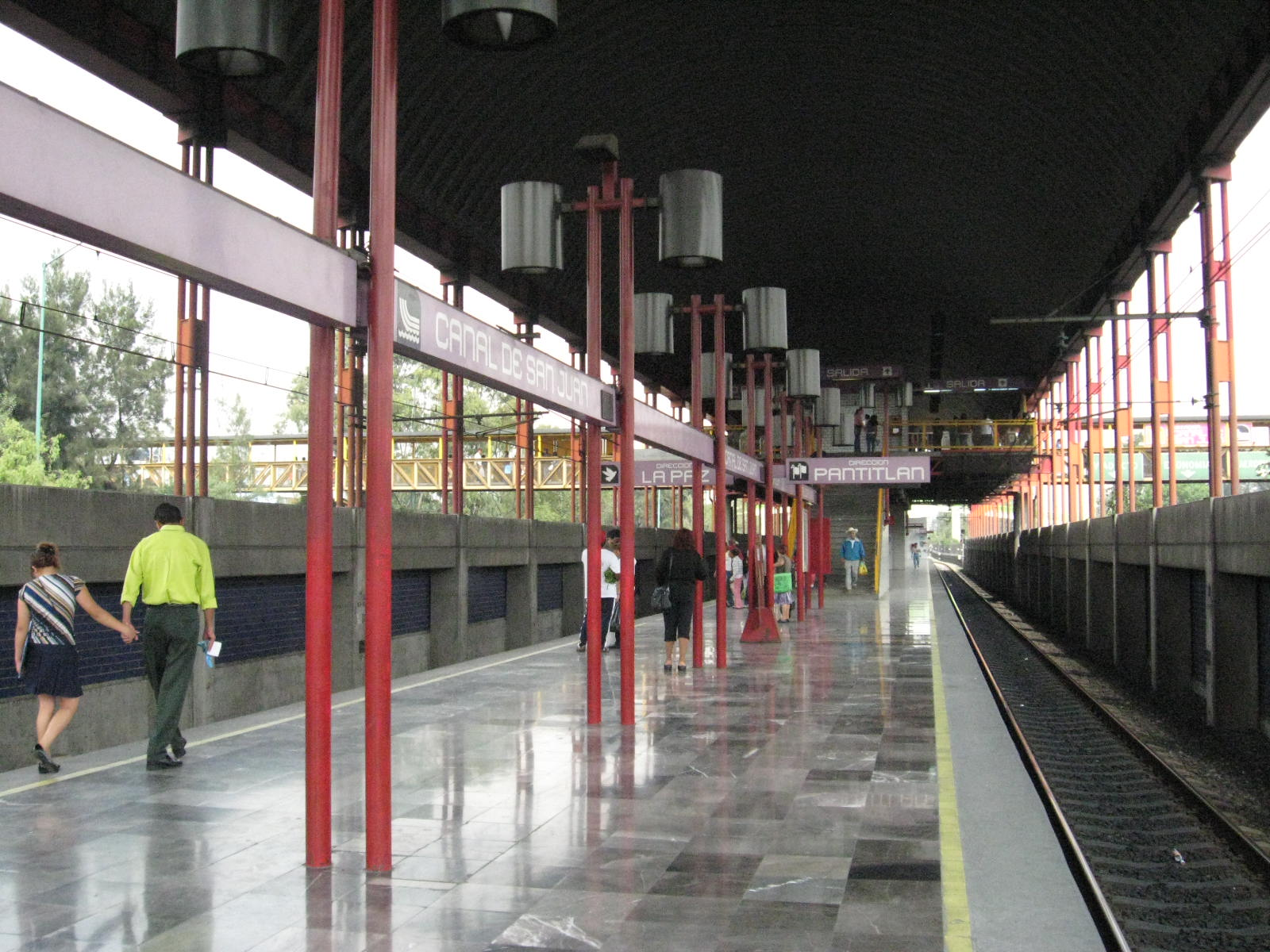
Le quai central et les deux voies.